# تقدم مرقیون

فرضیه تقدم مرقیون ارائه شده توسط کلینگهارت (Das älteste Evangelium und die Entstehung der kanonischen Evangelien, فصل. IV، ص. ۱۹۳).

فرضیه تقدم انجیل مرقیون یک راه حل ممکن برای مسئله انجیل‌های هم‌نوا است. این فرضیه ادعا می‌کند که اولین انجیل نوشته شده (یا جمع‌آوری‌شده) انجیل مرقیون بوده‌است و این انجیل منبع الهام برخی یا تمام اناجیل متعارف (متی، مرقس، لوقا و یوحنا) واقع شده‌است. یکی از حامیان اصلی این فرضیه در حال حاضر ماتیاس کلینگهارت است.

## پس‌زمینه
مرقیون سینوپی (ح. سال ۸۵ – حدود ۱۶۰) بنیانگذار جنبش مسیحی مرقیونیه است. بسیاری از محققان مرقیون را به عنوان مبدع اولین گردآوری رسمی کتاب‌های عهد جدید می‌شناسند. همچنین می‌دانیم که وی علاوه بر این انجیلی جدید هم تألیف کرد، یا انجیلی را که از قبل وجود داشت به رسمیت شناخت. این انجیل با نام اوانجیلیون، یا انجیل مرقیون شناخته می‌شود.

## انجیل مرقیون به‌مثابه نخستین انجیل

فرضیه تقدم مرقیون سال ۲۰۱۵ ماتیاس کلینگهارت، شامل بر تقدم مطلق مرقیون در اناجیل هم‌نوا (Das älteste Evangelium und die Entstehung der kanonischen Evangelien, فصل. IV، ص. ۱۹۱).

مارکوس وینسنت در کتاب سال ۲۰۱۴ خود به نام Marcion and the Dating of the Sinoptic Gospels معتقد است که انجیل مرقیون بر چهار انجیل (متی، مرقس، لوقا و یوحنا) مقدم است. او معتقد است که انجیل مرقیون بر انجیل‌های چهارگانه تأثیر گذاشته‌است. تفاوت وینسنت با به‌دون و کلینگهارت در این است که او معتقد است انجیل مرقیون مستقیماً توسط مرقیون نوشته شده‌است: انجیل مرقیون ابتدا به صورت پیش‌نویس «احتمالاً برای کلاس درس او (بدون متن متضادین و شاید بدون نامه‌های پولس) نوشته شد. این متن اساس اناجیل متی و یوحنا و مرقس و لوقا را فراهم کرد.» هدف مرقیون از نگارش این پیش‌نویس منتشر کردن آن نبود و بنای چهار انجیل متعارف بر انجیل مرقیون بدون رضایت او صورت گرفت. این سرقت ادبی باعث عصبانیت مرقیون شد که هدف متن خود را تحریف شده می‌دید و او را وادار کرد انجیل خود را با افزون متضادین به عنوان پیشگفتار و ۱۰ نامه پولس منتشر کند.